# Węgielsztyn (gmina)
Węgielsztyn – dawna gmina wiejska istniejąca w latach 1946–1954 i 1973–1976 w woj. olsztyńskim, a następnie w woj. suwalskim (dzisiejsze woj. warmińsko-mazurskie). Siedzibą władz gminy był Węgielsztyn.
Gmina Węgielsztyn powstała po II wojnie światowej na terenie tzw. Ziem Odzyskanych. 28 czerwca 1946 roku jako jednostka administracyjna powiatu węgorzewskiego gmina weszła w skład nowo utworzonego woj. olsztyńskiego. Według stanu z 1 lipca 1952 roku gmina była podzielona na 7 gromad: Brzozowo, Guja, Karłowo, Perły, Stawki, Wesołowo i Węgielsztyn. Gmina została zniesiona 29 września 1954 roku wraz z reformą wprowadzającą gromady w miejsce gmin.
Jednostkę reaktywowano 1 stycznia 1973 roku w tymże powiecie i województwie. 1 czerwca 1975 roku gmina weszła w skład nowo utworzonego woj. suwalskiego. 1 lipca 1976 roku gmina została zniesiona przez połączenie z dotychczasową gminą Węgorzewo w nową gminę Węgorzewo.